# يعقوب الطاهر
يعقوب عبد الله الطاهر، من مواليد 27 أكتوبر 1983، لاعب كرة قدم كويتي سابق. بدأ مسيرته الكروية مع نادي اليرموك، وفي عام 2003 انتقل إلى نادي الكويت.
أعير إلى نادي الاتفاق السعودي لكرة القدم في يناير 2009 كرابع محترفين الفريق السعودي لمشاركة الفريق الهامة في دوري ابطال آسيا.

## روابط خارجية
- يعقوب الطاهر على موقع الاتحاد الدولي (مؤرشف)  (الإنجليزية)
- يعقوب الطاهر على موقع قاعدة بيانات كرة القدم.إي يو (الإنجليزية)
- يعقوب الطاهر على موقع ناشيونال فوتبول تيمز (الإنجليزية)
- يعقوب الطاهر على موقع Soccerway.com (الإنجليزية)
- يعقوب الطاهر على موقع كووورة